# Eurythecta
Eurythecta is een geslacht van vlinders van de familie bladrollers (Tortricidae), uit de onderfamilie Tortricinae.

## Soorten
- E. eremana (Meyrick, 1885)
- E. leucothrinca Meyrick, 1931
- E. loxias (Meyrick, 1888)
- E. paraloxa Meyrick, 1907
- E. phaeoxyla Meyrick, 1938
- E. robusta (Butler, 1877)
- E. zelaea Meyrick, 1905